# 東京学芸大学附属世田谷小学校
東京学芸大学附属世田谷小学校（とうきょうがくげいだいがくふぞくせたがやしょうがっこう、英: Tokyo Gakugei University Setagaya Elementary School）は、東京都世田谷区深沢四丁目にある国立小学校。設置者は国立大学法人東京学芸大学。

## 概要
国立大学法人東京学芸大学が設置する、幼稚園から高校までの11の附属校（13拠点）の一つ。

## 存在意義
東京学芸大学教育学部の附属小学校として、以下3点を使命とする。
- 教育理論の実験的研究ならびにその実証を行う。
- 東京学芸大学教育学部の学生の教育実習の指導を行う。
- 初等普通教育（公教育）を行う。

まず第一に挙げられるのが、教育実験校としての位置付け。東京学芸大学における研究理論の実践、検証の場であり、全国の研究、教育機関との連携の場である。
第二に、東京学芸大学教育学部の学生への教育実習機会の提供。6月、9月、10月、2月の年4回、各2-4週間実施され、1学級ごとの教育実習生の割当は秋の回では3-4名に上る。
初等普通教育の実施は、第三に位置付けられるものである。

教育内容は、国語・算数など8教科名の入った時間割に基づく教科学習活動を3年生から行うなど、独自のカリキュラムにより、公立学校と比べかなり高度な教育を主要教科と総合学習において行っている。

## 教育目標
「子どもが、人やもの、こととの豊かなかかわりを通して、自律性と共存性を高め、相互啓発的な生き方を追究していけるようにする」

「思いゆたかに 考えふかく ともに生きる子」
- 充実した思考力…広い視野に立ち、合理的、創造的に考える子。
- 錬磨した感受性…人間や自然を深愛し、情操の豊かな子。
- 自覚的な社会連帯性…自他を尊重し、協力して社会を高めていく子。
- 徹底した実践力…心身ともに健全で最後まで頑張りぬく子。

## 沿革
- 1873年（明治 6年）- 教則講習所が開校。
- 1875年（明治 8年）- 東京府仮師範学校に改称。
- 1876年（明治 9年）
  - 東京府小学師範学校と改称し、現在の東京都千代田区内幸町に開校。
  - 3月10日 - 東京府小学師範学校附属小学校が開校。
  - 11月.     - 東京府師範学校附属小学校に改称。
- 1887年（明治20年）- 東京府尋常師範学校附属小学校に改称。（勅令第13号、1886年（明治19年）尋常師範学校官制公布による）
- 1889年（明治22年）3月 - 小石川区竹早町8番地に校舎を移転。
- 1900年（明治33年）3月 - 赤坂区青山北町5丁目24番地に校舎を移転。（小石川区の校舎は東京府女子師範学校となる）
- 1908年（明治31年） - 東京府青山師範学校附属小学校に改称。
- 1926年（大正15年） - 創立50周年記念式
- 1929年（昭和 3年）- 保護者会により、千葉県旧安房郡千倉町（現南房総市）に海の家「青山荘」（せいざんそう）を開設。
- 1936年（昭和11年）- 青山より世田谷区下馬（現：下馬中央公園）[1]へ移転。
- 1941年（昭和16年）4月 - 国民学校令により、「東京府青山師範学校附属国民学校」に改称。
- 1943年（昭和18年）- 師範学校の官立（国立）移管・改称に伴い、「東京第一師範学校男子部附属国民学校」に改称。
- 1947年（昭和22年）4月 - 学制改革に伴い、「東京第一師範学校男子部附属小学校」に改称。
- 1949年（昭和24年）5月 - 新制大学東京学芸大学の発足により、「東京学芸大学東京第一師範学校男子部附属小学校」に改称。
- 1951年（昭和26年）4月 - 東京第一師範学校の廃止に伴い、「東京学芸大学附属世田谷小学校」に改称。
- 1955年（昭和30年）- 東京都世田谷区下馬から世田谷区深沢に移転を開始。
- 1957年（昭和32年）- 下馬より移転完了
- 1958年（昭和33年）- 体育館が完成（1981年（昭和56年）解体）
- 1966年（昭和41年）- 創立90周年記念式典。天皇・皇后行幸啓。
- 1969年（昭和44年）- 燕岳登山を行う林間学校を、長野県中房温泉で始める（1985年（昭和60年）頃に中止）
- 1972年（昭和47年）-「東京学芸大学教育学部附属世田谷小学校」に改称。
- 1973年（昭和48年）- 後の「総合的な学習の時間」（平成14年度より全国本格実施）につながる、新領域の時間「○の時間」（まるのじかん）開始
- 1976年（昭和51年）- 創立100周年記念式典。皇太子・同妃行啓
- 1982年（昭和57年）- 新体育館、新別館が完成
- 1995年（平成 7年）- 本校舎の耐震化、改修工事が完成
- 2003年（平成15年）- 青山荘の改修工事が完成
- 2004年（平成16年）-「東京学芸大学附属世田谷小学校」（現校名）に改称
- 2006年（平成18年）- 創立130周年をお祝いする会
- 2012年（平成24年）- 学級編成基準児童数を35人に変更（*第一学年より）
- 2015年（平成27年）- 体育館・児童館耐震強化工事
- 2016年（平成28年）- 創立140周年をお祝いする会
- 2018年（平成30年）- 体育館改修
- 2019年（平成31年）- 渡り廊下改修
- 2021年（令和 3年）- 上校庭改修
- 2022年（令和 4年）- 「学びを自分でデザインするカリキュラム構想案」に基づき Home. Class. Laboratory. の３領域からなる教育課程を開始

## 象徴
- 校章は、星と桜。
- 制服（*2018年度 廃止。）
- 制鞄（*2018年度 指定ランドセルから学校支給ランリュックに変更。）
- 校庭の藤棚は青山校舎、下馬校舎から移植されたもので、『藤棚の歌』では「集まり散る子の夢の宿」と歌われる。

### 学校歌
校歌のほかに、数多くオリジナルの歌が作られている。
- 校歌 作詞：門田ゆたか 作曲：團伊玖磨
- 楽しきは青山（旧校歌）
- 青山荘の歌
- 青山荘音頭 作曲：高田早穂見（1958年）
- 運動会の歌（1964年）
- 藤棚の歌 作詞：門田ゆたか 作曲：團伊玖磨（1966年）
- ゴールめざして 作詞：中村千栄子 作曲：岩河三郎（1970年）
- 百周年祝典歌（1975年）

## 通学区域
東京都世田谷区、目黒区および大田区の一部。（*[ ]内数字、丁目）
世田谷区
池尻 [1〜4]　梅丘 [1〜3]　大蔵 [1〜4]　岡本 [1〜3]　奥沢 [1〜8]　尾山台 [1〜3]　鎌田 [ 3 ]　上馬 [1〜5]　上野毛 [1〜4] 
上用賀 [1〜6]　砧 [1〜6]　砧公園　経堂 [1, 4, 5]　豪徳寺 [1, 2]　駒沢 [1〜5]　駒沢公園　桜 [1〜3]　桜丘 [1〜5]　桜新町 [1, 2] 
三軒茶屋 [1, 2]　下馬 [1〜6]　新町 [1〜3]　瀬田 [1〜5]　世田谷 [1〜4]　太子堂 [1〜5]　代沢 [ 4 ]　代田 [1, 3]　玉川 [1〜4]
玉川台 [1, 2]　 玉川田園調布 [1, 2]　玉堤 [1, 2]　弦巻 [1〜5]　等々力 [1〜8]　中町 [1〜5] 　野毛 [1〜3]　野沢 [1〜4]　東玉川 [1, 2]　
深沢 [1〜8]　船橋 [ 1 ]　三宿 [1, 2]　宮坂 [1, 2]　用賀 [1〜4]　若林 [1〜5]
目黒区
大岡山 [1, 2]　大橋 [1, 2]　柿の木坂 [1〜3]　上目黒 [2〜5]　五本木 [1〜3]　下目黒 [3〜6]　自由が丘 [1〜3]　洗足 [1, 2] 
平町 [1, 2]　鷹番 [1〜3]　中央町 [1, 2]　中根 [1, 2]　中町 [1, 2]　中目黒 [3〜5]　原町 [1, 2]　東が丘 [1, 2]　東山 [1〜3]
碑文谷 [1〜6]　緑が丘 [1〜3]　南 [1〜3]　目黒 [3, 4]　目黒本町 [1〜6]　八雲 [1〜5]　祐天寺 [1, 2]
大田区
石川町 [1, 2]　北千束 [1〜3]　田園調布 [1〜5]　南千束 [1〜3]　雪谷大塚町

## 特徴
- 児童の自主性を重んじている。一般の小学校における入学式などの行事や委員会（ポプラの活動）、クラブ活動（藤棚の活動）等はすべて児童が企画を立て、運営をしている。
- 1・2学年は教科別学習ではなく総合学習を行う。
- 各学年3学級で構成される。（*1学級 35名定員。）
- 上の校庭・下の校庭の2つがある。
- 給食は自校方式（週4回/ *毎週水曜のみ弁当持参。）
- 千葉県南房総市（旧：千倉町）に青山荘（せいざんそう）を所有しており、校外学習、臨海学校で利用されていたが、東日本大震災以降、利用されなくなった。
- 令和4年度（2022年度）より、「学びを自分でデザインするカリキュラム構想」に基づき、個別の探究を保障する「Laboratory」と、学年を超えた異年齢集団でよりよく生きることをデザインする「Home」、文化や科学の叡智から世界の見方を広げ、デザインの実践につなげる「Class」という、3領域で駆動する教育課程を試行。

## 進学
多数の児童が隣接している東京学芸大学附属世田谷中学校に内部進学する。内部進学希望者から約80〜90名程。

## 交通アクセス
- 東急バス「自11」・「自12」の各系統で、「附属世田谷中学校前」停留所下車。
- 東急バス「黒07」系統で「東深沢小学校」停留所下車

## 著名な出身者
- 武富済（政治家・衆議院議員、検察官、旧東京府尋常師範小から府立一中へ進学）
- 浅野晃（詩人、国文学者、南山小から転入。旧青山師範小から府立一中へ進学）
- 飯島正（映画評論家、旧青山師範小から府立一中へ進学）
- 曽祢益（政治家・衆議院議員、外交官、旧青山師範小から府立一中へ進学）
- 勝田龍夫（実業家・日本債券信用銀行元会長、旧青山師範小から府立一中へ進学）
- 朝比奈隆（指揮者、文化勲章受章、旧青山師範小から高千穂中を経て旧制東京高尋常科へ進学）
- 團伊玖磨（作曲家、本校の校歌を作曲、旧青山師範小から青山学院中へ進学）
- 清水基吉 （詩人、旧青山師範小から市立一中へ進学）
- 宮脇俊三（作家、旧青山師範小から旧制成蹊高尋常科へ進学）
- 奥野健男（文芸評論家、旧青山師範小から麻布中へ進学）
- ドクター・中松（発明家、旧青山師範小から麻布中へ進学）
- 福田康夫（政治家・第91代内閣総理大臣・衆議院議員、旧東京第一師範小から麻布中へ）
- 谷野作太郎（外交官・駐中国大使、内閣官房内閣外政審議室長、旧東京第一師範小から旧東京第一師範中へ進学）
- 小島順彦（実業家・三菱商事社長・会長、附属世田谷中へ進学）
- 町村信孝（政治家・第75代衆議院議長・衆議院議員、附属世田谷中へ進学）
- 福田峰之（政治家・衆議院議員、附属世田谷中へ進学）
- 栗本慎一郎（政治家、附属世田谷中へ進学）
- 岸谷香（旧姓:奥居）（シンガーソングライター・元プリンセス・プリンセスヴォーカル、附属世田谷中へ進学）
- 幕内雅敏（医師、附属世田谷中へ進学）
- 森英介（政治家、附属世田谷中へ進学）
- 佐渡島庸平（実業家、編集者、6年次に転校）
- 大村芳昭 - 国際家族法学者、中央学院大学 学長